# HD 216595
HD 216595，又名BD+59 2595，SAO 34921、HR 8707，是一颗恒星，视星等为6.01，位于銀經108.68，銀緯0.55，其B1900.0坐标为赤經22h 49m 4.3s，赤緯+59° 0.55′ 9″。